# Степанов, Александр Сергеевич (скалолаз)
Алекса́ндр Серге́евич Степа́нов (род. 30 апреля 1990, Уфа, СССР) — Мастер спорта России (2005), скалолаз, победитель юношеского первенства мира.

## Спортивная карьера
Лучшие результаты:
- Юношеское первенство мира — 1 место — скорость (Пекин, 2005)
- Этап юношеского Кубка Европы — 2 место — скорость (Гданьск, 2006)
- Этап юношеского Кубка Европы — 3 место — скорость (Велико-Тырново, 2006)
- Этап юношеского Кубка Европы — 3 место — двоеборье (Велико-Тырново, 2006)
- Кубок России — 3 место — скорость (Красноярск, 2009)
- Всероссийские соревнования — 1 место — скорость (Калининград, 2007)
- Студенческий чемпионат России — 3 место — трудность (Екатеринбург, 2009)
- Этап Кубка России «Белая река» — 4 место — двоеборье (Уфа, 2005)
- Финал Кубка России — 4 место — скорость (Калининград, 2005)
- Этап Кубка России — 4 место — боулдеринг (Дзержинский, 2006)
- Чемпионат России — 4 место — многоборье (Уфа, 2006)
- Юношеское первенство России — 1 место — скорость (Воронеж, 2003)
- Юношеское первенство России — 1 место — трудность (Екатеринбург, 2004)
- Юношеское первенство России — 1 место — скорость (Воронеж, 2005)
- Юношеское первенство России — 1 место — двоеборье (Воронеж, 2007)
- Юношеское первенство России — 1 место — двоеборье (Киров, 2008)

Вхождение в состав сборной команды России в 2007, 2008, 2010 годах.
Членство в молодёжной сборной команде России на протяжении всех «молодёжных» лет, с 2004 года по 2009 год.

### Статистика
Александр Степанов за спортивную карьеру принял участие в 184 соревнованиях (в том числе в 88 всероссийских и 29 международных).
За всё время занятия скалолазанием завоевал 
- 113 золотых медалей (в том числе 32 на всероссийских и 8 на международных соревнованиях),
- 53 серебряных медалей (в том числе 30 на всероссийских и 1 на международных соревнованиях),
- 38 бронзовых медалей (в том числе 24 на всероссийских и 6 на международных соревнованиях).[источник не указан 1884 дня]

### Другие виды спорта
- С 2017 года занимается лёгкой атлетикой, имеет 2-й разряд (2019).
- В возрасте 7-9 лет занимался в секции шахмат. С 2019 года снова стал принимать участие в турнирах, выполнил норматив 2-го разряда (2019).
- В детстве 3 года занимался спортивной гимнастикой — 1-й юношеский разряд (1999).

## Награды
- 2003—2007 — Стипендиат Президента Республики Башкортостан
- 2007 — Серебряная медаль «За особые успехи в учении»
- 2008 — Лауреат премии для поддержки талантливой молодёжи, установленной Указом Президента Российской Федерации от 6 апреля 2006 г. № 325 «О мерах государственной поддержки талантливой молодёжи»
- 2008, 2009 — Лучший спортсмен Уфимского государственного авиационного технического университета (УГАТУ)